# Gedenkraam Limburgse evacués (Assen)
Het gedenkraam Limburgse evacués is een oorlogsmonument in de Nederlandse stad Assen.

## Achtergrond
In het najaar van 1944 werd het zuiden van Nederland bevrijd van de Duitse bezetting. De strijd om plaatsen als Roermond en Venlo ging nog onverminderd door en inwoners werden door de bezetter gemaand te vertrekken. Tijdens de hongerwinter van 1944-1945 werden zo'n 3000 geëvacueerde mensen uit Limburg opgevangen in de provincie Drenthe. Ze kregen onder meer onderdak in de Jozefkerk en de Zuiderkerk, een conservenfabriek en het concerthuis in Assen.
Als dank voor de gastvrije opvang boden Gedeputeerde Staten van Limburg in 1949 een gedenkraam aan, dat werd geplaatst in het provinciehuis aan de Brink in Assen. Het gebouw is sinds begin jaren 70 onderdeel van het Drents Museum. Het glas-in-loodraam werd ontworpen door Jules Rummens en vervaardigd in het Roermondse atelier van J. Soentjens.

## Beschrijving
Het raam toont een vrouwenfiguur te midden van een groep evacués. Ze houdt in haar rechterhand het wapen van Drenthe en in haar linkerhand het wapen van Limburg. Achter hen is een oorlogstafereel te zien met vernielde huizen en in de lucht vliegtuigen en zoeklichten. Daaronder is een banderol geplaatst met het opschrift: 

Dank van Limburg aan Drenthe
evacuatie 1944 1945

## Afbeeldingen

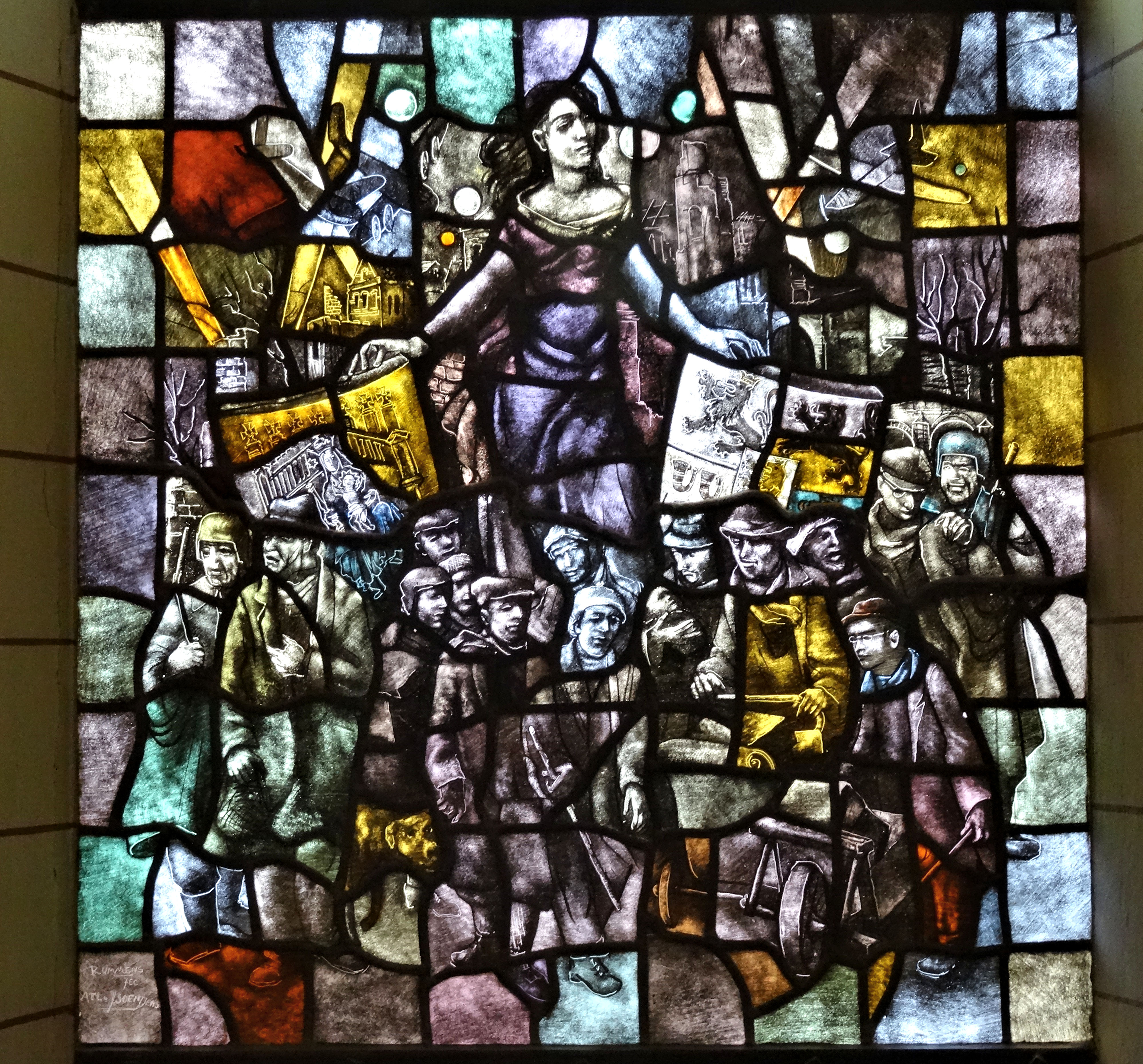
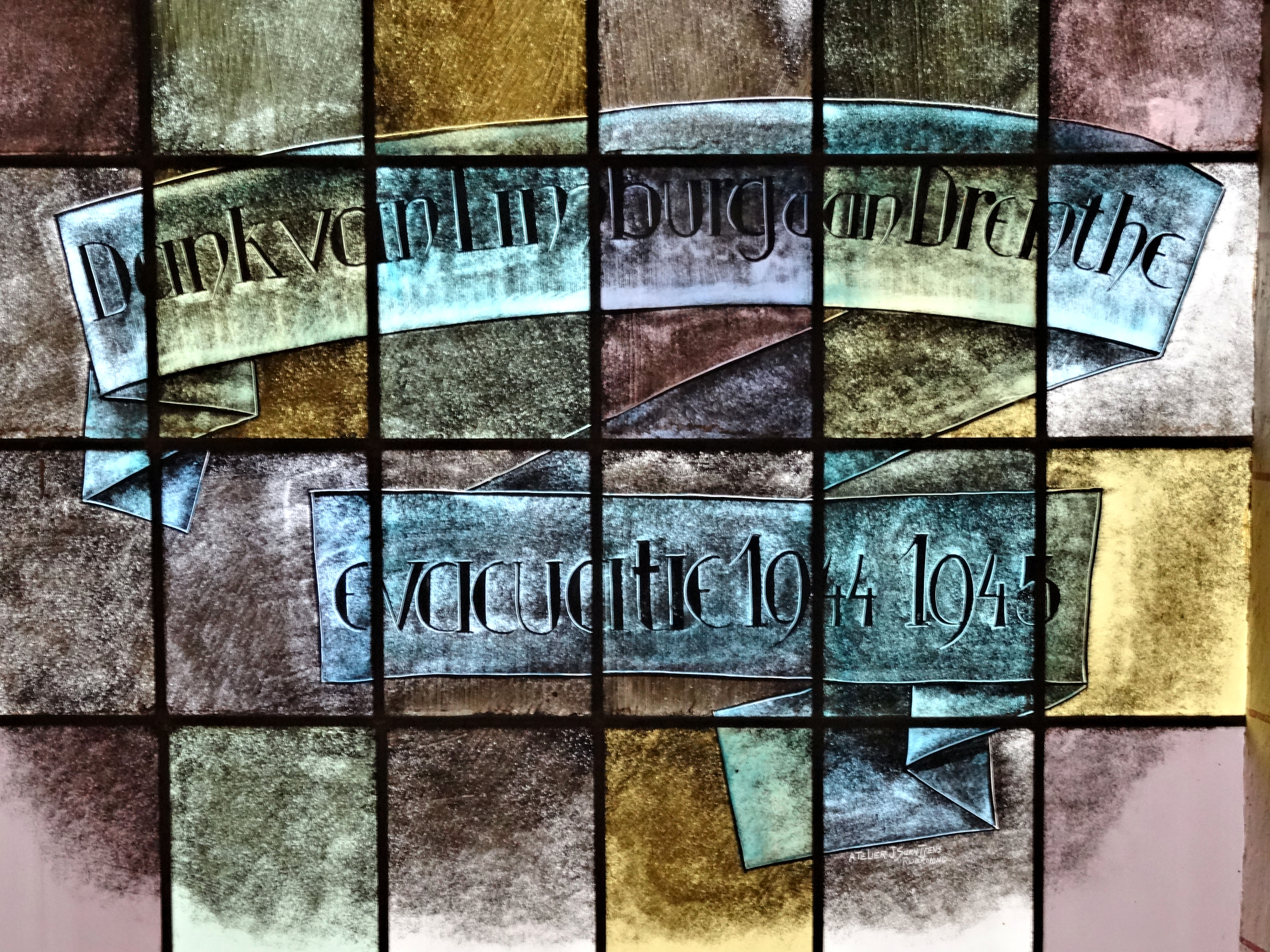